# Pateros (Washington)
Pateros is een plaats (city) in de Amerikaanse staat Washington, en valt bestuurlijk gezien onder Okanogan County.

## Demografie
Bij de volkstelling in 2000 werd het aantal inwoners vastgesteld op 643.
In 2006 is het aantal inwoners door het United States Census Bureau geschat op 621, een daling van 22 (-3,4%).

## Geografie
Volgens het United States Census Bureau beslaat de plaats een oppervlakte van
1,3 km², geheel bestaande uit land. Pateros ligt op ongeveer 245 m boven zeeniveau.

## Plaatsen in de nabije omgeving
De onderstaande figuur toont nabijgelegen plaatsen in een straal van 36 km rond Pateros.